# فالك هوست
فالك هوست (بالألمانية: Falk Huste)‏ (مواليد 6 نوفمبر 1971) هو ملاكم ألماني، مثّل بلاده في الألعاب الأولمبية الصيفية في دورتي 1996 و2000.

## روابط خارجية
فالك هوست على موقع بوكس ريك (الإنجليزية) (registration required)
- فالك هوست على موقع أوليمبيديا (الإنجليزية)